# ハリツルマサキ

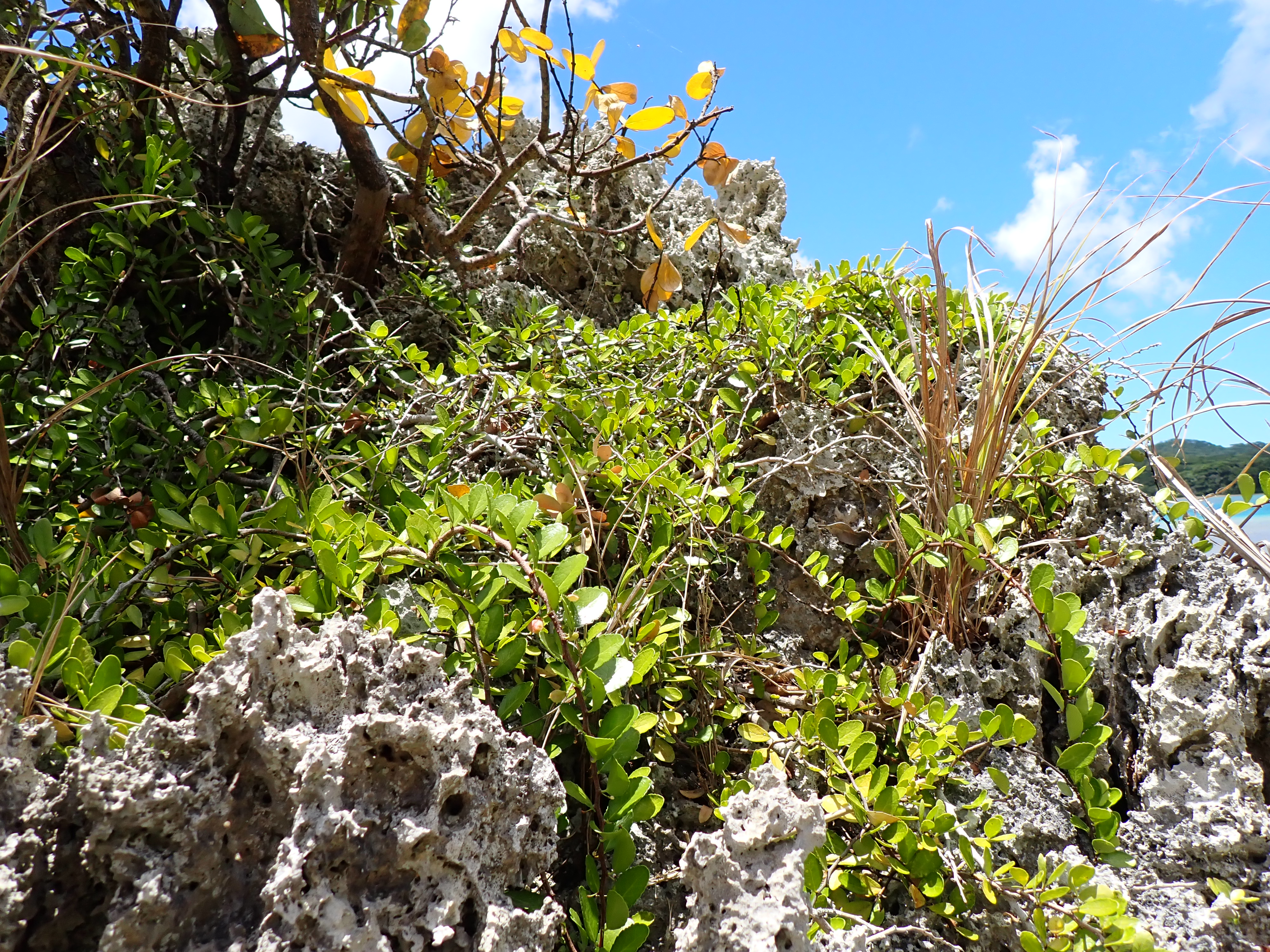
石灰岩上に生育（2024年7月 沖縄県石垣市川平）

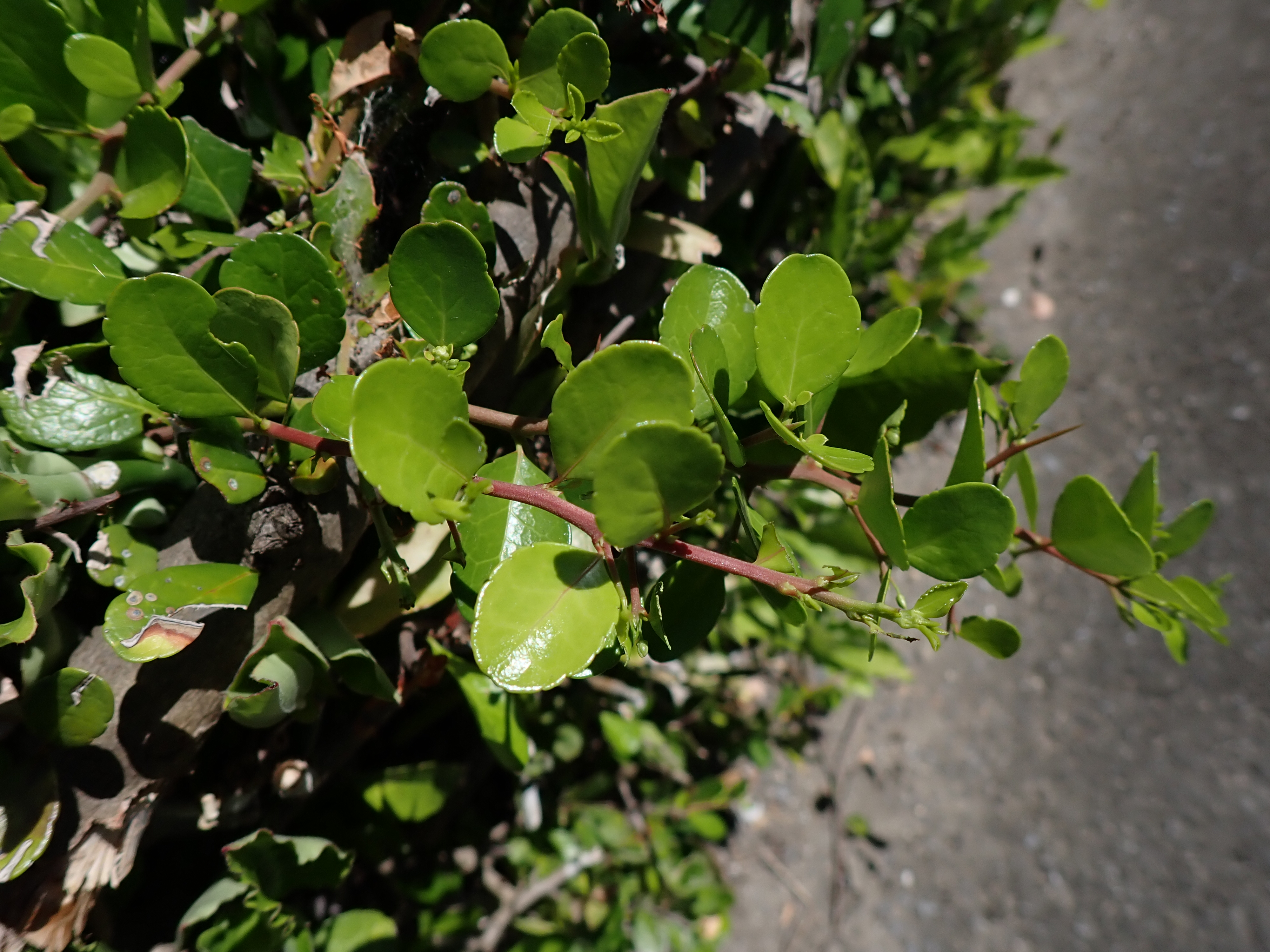
長い刺（2024年7月 沖縄県石垣市真栄里 植栽）

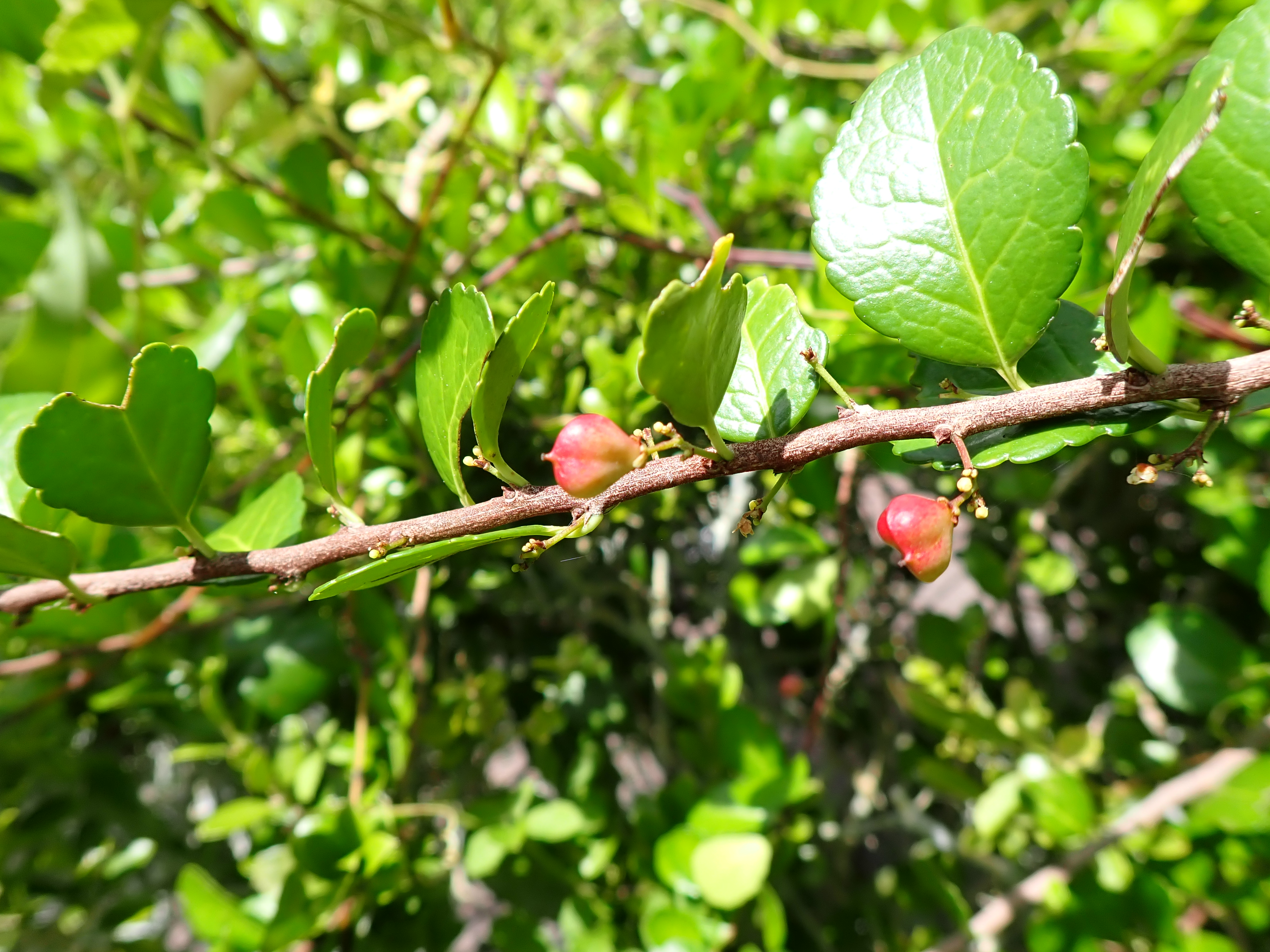
果実（2024年7月 沖縄県石垣市伊野田）

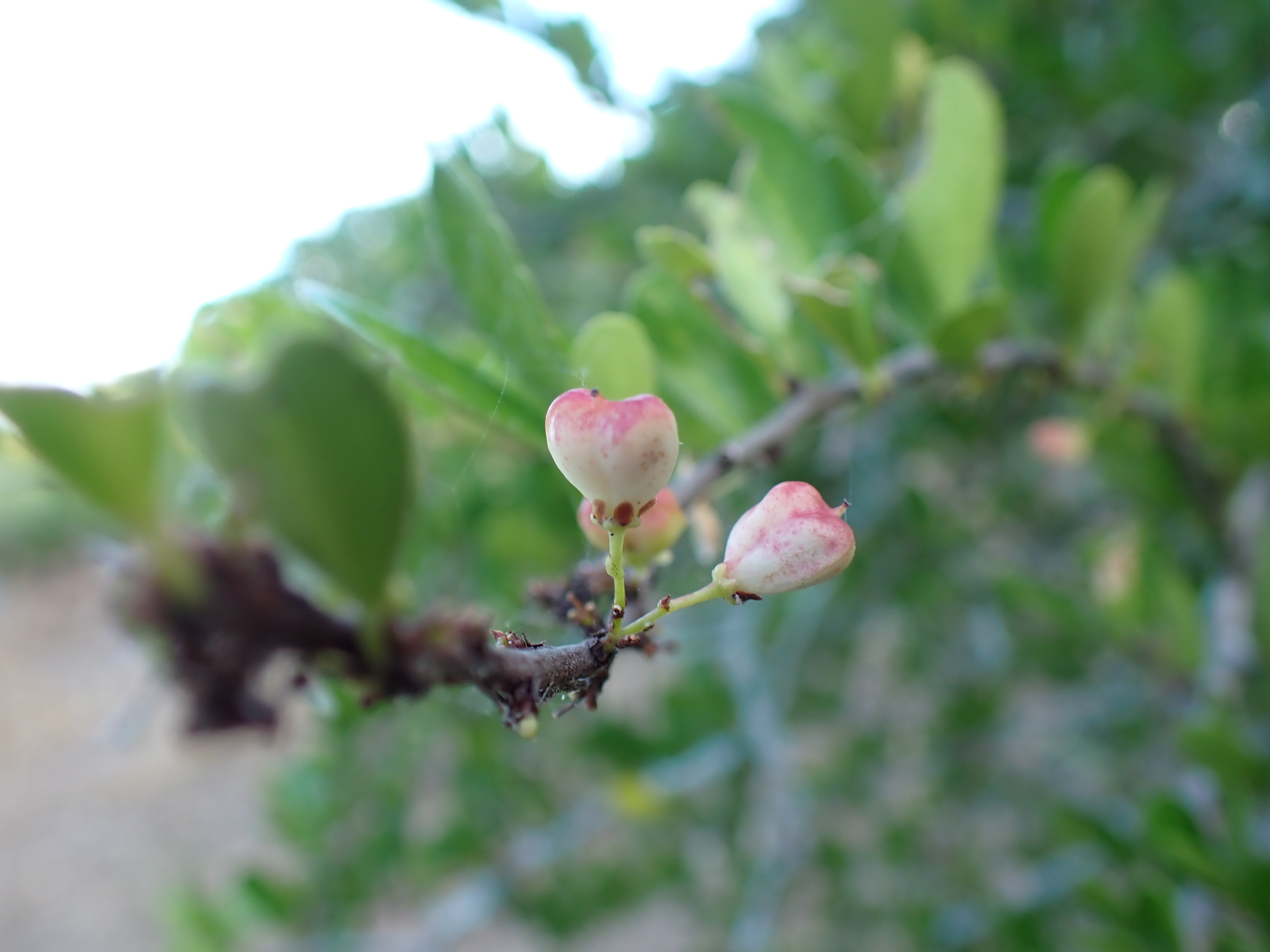
ハート型に近い果実（2024年7月 沖縄県石垣市大川 植栽）

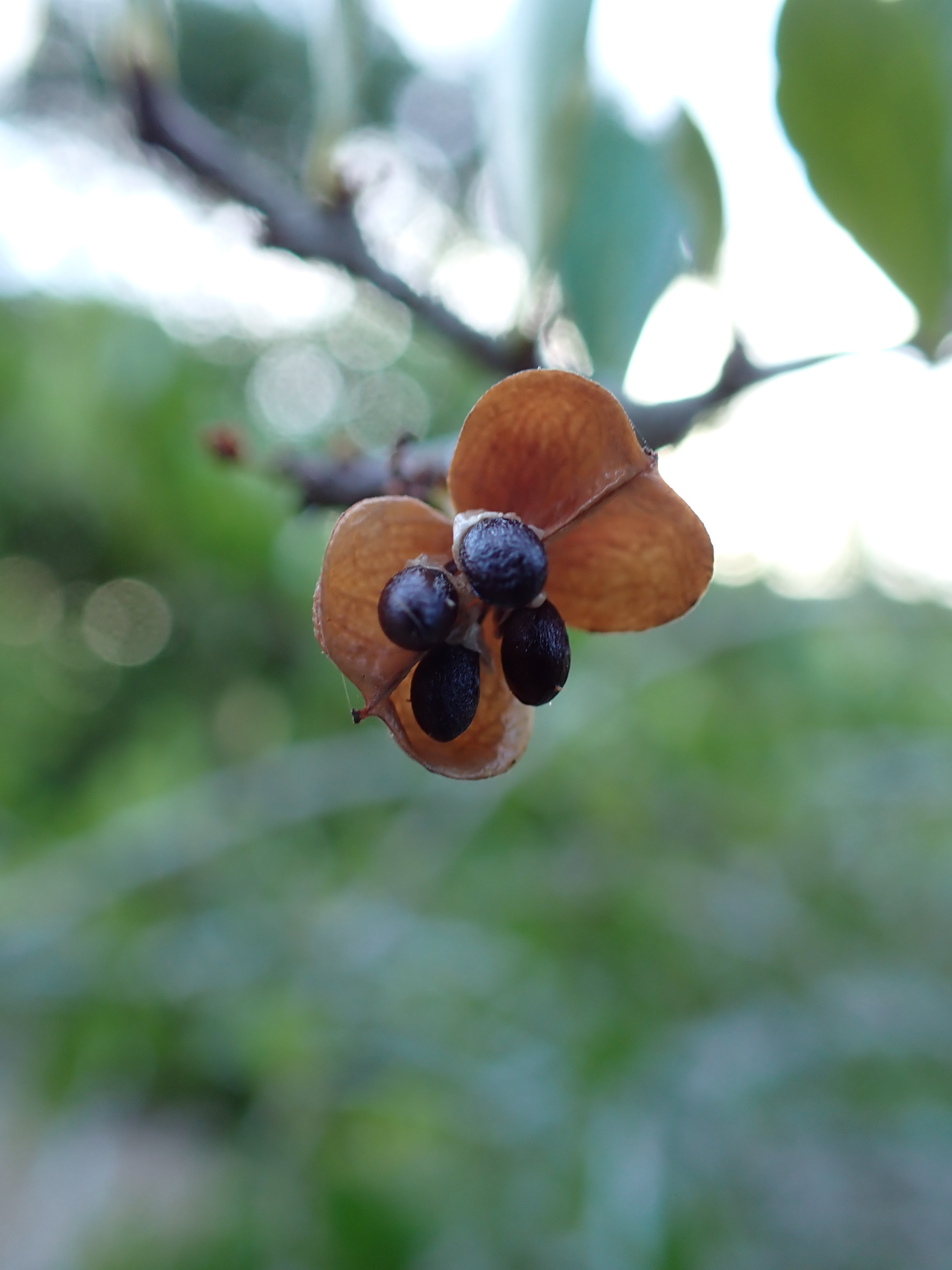
裂開した果実と露出した種子（2024年7月 沖縄県石垣市大川 植栽）

ハリツルマサキ（針蔓正木、学名：Gymnosporia diversifolia）はニシキギ科ハリツルマサキ属の半つる性常緑低木。
別名：トゲマサキ、ハートツリー。環境省レッドリスト 準絶滅危惧、鹿児島県絶滅危惧II類。
古い文献ではハリツルマサキ属をMaytenusとしているが、本項ではYList及び最近の図鑑類における表記に従い、G. diversifoliaを標準、M. diversifoliaをシノニムとした。

## 特徴
高さ0.1–2m。幹や枝は匍匐することが多いが、幹が直立することもある。葉は倒卵形〜円形に近い楕円形、革質で長さ1–3cm、長枝に互生し、短枝に束生する。葉縁は鈍鋸歯縁で葉先は丸いか凹む。葉腋や枝先にはしばしば長く鋭い刺が付くことがある。花は径3–5mmの白色で単生または腋生の短い総状花序を形成し、春から秋に開花する。果実は長さ約6mmで赤く、軍配やハートに近い形状で、夏から冬に実る。 同じ環境に生えるクロウメモドキ科のクロイゲに似るが、本種のほうが葉が厚く丸く、色は明るく、鋸歯が明瞭。

## 分布と生育環境
大東諸島を除く奄美群島〜先島諸島。国外は台湾、中国南部、ベトナム、マレーシア、フィリピン、タイに分布。海岸のサンゴ礁石灰岩上や林縁に生育。

## 利用
琉球では古くから庭園樹や盆栽に用いられてきた。果実の形状から「ハートツリー」の名称で鉢植え品が市販流通。